# Санта Ана (ветар)
Санта Ана је катабатички ветар који дува на пацифичкој обали Северне Америке. Дува током зиме, веома је јак, сув и топао. Јавља се у јужној Калифорнији (САД) и Доњој Калифорнији (Мексико).